# Бронка Гюрова-Алшех
Бронка Гюрова-Алшех е българска художничка.

## Биография
Родена е на 1 януари 1910 г. в Шумен. През 1933 г. завършва живопис в Художествената академия в София при проф. Димитър Гюдженов, а през 1937 г. специализира живопис в Белгия. В периода от 1933 до 1949 г. участва в няколко общи изложби. Включва се в изложбите на жените-художнички, Дружеството на новите художници, както и в представяния на българското изкуство в чужбина.
Съпруга е на художника Елиезер Алшех, с когото емигрират през 1951 г., а от 1952 г. се установяват в Буенос Айрес, Аржентина. Там тя се занимава с текстил и други видове приложно изкуство.
Умира през 1995 г. в Буенос Айрес.

## Творчество
По значими нейни картини са:
- „Портрет на момиче“ (1935)
- „Карамфили“ (1935)
- „Рисунка“ (1940)
- серия пейзажи от Балчик (1942)
- „Пейзаж“ (1949)
- серия детски портрети (1958)